# زن ووك
زن‌ووك جنو/لينكس (بالإنجليزية: Zenwalk GNU/Linux)‏ هي توزيعة لينكس لسطح المكتب مبنية على سلاكوير.

## وصلات خارجية
- الموقع الرسمي